# Free Your Mind... and Your Ass Will Follow
Free Your Mind... and Your Ass Will Follow è il secondo album del gruppo funk statunitense Funkadelic, pubblicato nel 1970.

## Tracce

### Lato A
1. Free Your Mind and Your Ass Will Follow – 10:00 (George Clinton, Ray Davis, Eddie Hazel)
2. Friday Night, August 14th – 5:20 (George Clinton, Eddie Hazel, Billy Nelson)
3. Funky Dollar Bill – 3:14 (George Clinton, Ray Davis, Eddie Hazel)

Durata totale: 18:34

### Lato B
1. I Wanna Know If It's Good to You? – 5:54 (George Clinton, Clarence Haskins, Eddie Hazel, Billy Nelson)
2. Some More – 2:55 (George Clinton, Ernie Harris)
3. Eulogy and Light – 3:29 (Ernie Harris)

Durata totale: 12:18